# Томтор (месторождение)
Месторожде́ние Томто́р — месторождение редких и редкоземельных металлов в Якутии (Российская Федерация). В 2024 году в Томторском месторождении были выявлены также большие запасы марганца.

## Расположение
Томторское комплексное редкометалльное месторождение находится на северо-западе Республики Саха (Якутия), в пределах Оленёкского улуса, в 400 км к югу от побережья моря Лаптевых, на водоразделе рек Удя и Чимара. От столицы республики города Якутск объект находится на расстоянии: наземным путем — 2026 км, водным — 3989 км, воздушным — 1105 км. Месторождение расположено на слабовсхолмленной равнине с абсолютными отметками от 75 до 259 м и относительными превышениями до 80 метров.
Географические координаты центра месторождения: 71°03′ северной широты, 116°33′ восточной долготы.

## Геологическое строение
Массив Томтор занимает площадь 300 км² и отличается хорошо развитой зоной гипергенеза. В строении массива принимают участие три главные серии пород: якупирангит-ийолиты; щелочные и нефелиновые сиениты; карбонатиты. Существенную роль играют также многочисленные дайки и трубки взрыва щелочных пикритов, альнеитов, авгититов. Породы ийолитовой и сиенитовой серий слагают краевые части массива, а карбонатиты образуют его центральное ядро площадью около 12 км², окруженное широкой полосой интенсивно карбонатизированных силикатных пород. Щелочные и нефелиновые сиениты занимают большую часть площади массива, около 200 км², и образуют краевую зону. Ийолиты значительно уступают сиенитам по распространенности и слагают серповидное в плане тело шириной до 1 км, которое отделяет сиенитовую краевую зону от карбонатитового ядра массива. Формирование главных фаз массива датируется вендом и укладывается в интервал значений абсолютного возраста 600—800 млн лет. Для ийолит-мельтейгитов и щелочных и нефелиновых сиенитов значения абсолютного возраста группируются в интервале 700—800 млн лет, в то время как карбонатиты датируются в 600—660 млн лет. Дайки и трубки взрыва пикритов-альнеитов заметно оторваны по времени от главных интрузивных фаз и формируются преимущественно в интервале 350—500 млн лет.
С породами массива Томтор связано комплексное редкометалльное месторождение. Его уникальные руды томторского типа следует относить к генетическому типу эпигенетически изменённых, частично переотложенных латеритных кор выветривания карбонатитов. Таким образом, этот тип месторождений входит в естественную систематизацию месторождений кор выветривания карбонатитов, при этом его специфика заключается в более сложной истории формирования и, в частности, в смене этапов генезиса с переходом от окислительного этапа поверхностного выветривания к эпигенетическому восстановительному этапу. Высокий уровень концентрации широкого спектра редких металлов достигается в этих рудах благодаря суммированию рудоконцентрирующих эффектов двух этапов гипергенеза. При этом на окислительном этапе гипергенеза — этапе поверхностного выветривания, ведущую роль играет повышенная миграционная способность главных породообразующих компонентов — карбонатитов (CaO, MgO, СО2), которые относятся к наиболее активным мигрантам и выносятся из профиля выветривания, создавая условия для эффективного концентрирования преобладающей части редких и малых элементов (Nb, Се, La, Y, Sс, V, Zr и др.), а также железа и марганца, которые сохраняют инертность и накапливаются в остаточных продуктах. При развитии эпигенетических процессов восстановительного этапа гипергенеза характер подвижности компонентов существенно меняется, однако, главный рудоконцентрирующий механизм остается принципиально сходным. В условиях эпигенеза восстанавливаются и становятся подвижными железо и марганец, вынос которых из зоны осветления сопровождается значительным повторным концентрированием в продуктах эпигенеза редких и малых элементов (Nb, La, Ce, Sc, Y, V и др.), сохраняющих инертность и в этих условиях.

## Значение
Томторское месторождение является одним из самых богатых в мире с точки зрения содержания в руде редкоземельных металлов (РЗМ) и крупнейшим по запасам ниобия.
Утвержденная постановлением Правительства РФ № 328 от 15 апреля 2014 года Государственная программа Российской Федерации «Развитие промышленности и повышение её конкурентоспособности» включает в себя Подпрограмму 4 «Развитие производства традиционных и новых материалов».
Реализация указанной подпрограммы направлена на:
— обеспечение экономической безопасности страны путем гарантированных поставок редких и редкоземельных металлов;
— увеличение объёма производства редких и редкоземельных металлов;
— обеспечение создаваемых промышленных производств сырьем редких и редкоземельных металлов на долгосрочный период;
— ликвидация технологического отставания от Китая, Соединенных Штатов Америки, Японии в части технологий извлечения, разделения и получения редких и редкоземельных металлов, их чистых и высокочистых индивидуальных соединений, материалов и высокотехнологичной продукции нового поколения на основе и с применением редких и редкоземельных металлов;
— осуществление условий привлечения инвестиций для создания и развития государственно важной индустрии производства редких и редкоземельных металлов в Российской Федерации.
Проект освоения Томторского месторождения является ключевым мероприятием подпрограммы, что подтверждено Письмом Минпромторга РФ от 17.04.2019 № БА-24911/17. Реализация проекта осуществляется за счет собственных и заемных средств компании[какой?], без привлечения прямого бюджетного финансирования.

## Освоение
Томторское месторождение открыто в 1977 году Онкучахской партией НПО «Севморгео» при проведении поисково-оценочных работ на алмазы, бокситы, фосфор и редкие металлы.
Геолого-разведочные работы на месторождении проводились постадийно с 1985 года: поисково-оценочные работы в 1985—1990 годах, предварительная разведка в 1990—1997 годах.
В 1998 году в Государственную комиссию по запасам полезных ископаемых (ГКЗ) был представлен отчёт о результатах предварительной разведки богатых руд участка Буранный редкометального месторождения Томтор за 1990—1997 годов с подсчётом запасов по состоянию на 1 января 1998 года, произведённый в соответствии с подсчётными параметрами, рекомендованными ГКЗ. Запасы утверждены протоколом ГКЗ № 513 от 23 апреля 1999 года.
В 2013 году Группа ИСТ совместно с Госкорпорацией «Ростех» учредила компанию «ТриАрк Майнинг». В мае 2014 года дочерняя организация «ТриАрк Майнинг» — ООО «Восток Инжиниринг» выиграло аукцион на право пользования участком недр Томторского месторождения для разведки и добычи руд ниобия, редкоземельных металлов, скандия и попутных компонентов. Пользование участком недр федерального значения — Томторское месторождение (участок Буранный) в Республике Саха (Якутия) осуществляется на основании лицензии ЯКУ 15763 ТЭ. Основание предоставления права пользования недрами: распоряжение Правительства России № 1226-р от 3 июля 2014 года, принятое по результатам аукциона, ООО «Восток Инжиниринг» — победитель аукциона. Лицензия актуализирована в 2017 году. Срок окончания действия лицензии — 2034 год.
В 2014—2016 годах проведена детальная разведка месторождения. В 2017 году разработаны ТЭО постоянных разведочных кондиций и отчёт с подсчётом запасов на участке Буранный Томторского месторождения по состоянию на 1 января 2017 года.
24 апреля 2018 года ТЭО кондиций и запасы утверждены Роснедра (Протокол № 5366 заседания ГКЗ).
Томторское месторождение является одним из крупнейших в мире. Рудными минералами промышленно ценных элементов являются минералы группы крандаллита, монацит, пирохлор, ксенотим. Руды месторождения содержат природные радионуклиды, среднее содержание ThO2 0,16 %, U 0,01 % (на уровне фоновых значений).
Наиболее оптимальным, с точки зрения полноты извлечения из недр, бюджетной и коммерческой эффективности, определён вариант оценки запасов при бортовом содержании 1,0 % Nb2O5.
В соответствии с протоколом № 5366 заседания Государственной комиссии по утверждению заключений государственной экспертизы запасов твёрдых полезных ископаемых Федерального агентства по недропользованию от 24.04.2018 утверждены следующие балансовые запасы крандаллит-монацитовой руды:
| Категория запасов | Запасы руды, тыс. т | Среднее содержание, % | Среднее содержание, % | Среднее содержание, % | Запасы оксидов металлов, тыс. т | Запасы оксидов металлов, тыс. т | Запасы оксидов металлов, тыс. т |
| Категория запасов | Запасы руды, тыс. т | Nb2O5                 | ΣR2O3                 | Sc2O3                 | Nb2O5                           | ΣR2O3                           | Sc2O3                           |
| Всего (В+С1+С2)   | 30520               | 3,99                  | 10,59                 | 0,04                  | 1218,7                          | 3232,9                          | 11,5                            |

Годовая производительность рудника (или карьера?) по добыче — 160 000 т/год руды по сухому весу при естественной влажности 20-22 %. Добыча предполагается в холодное время года с октября по апрель (7 месяцев в году), в остальные месяцы года — поддержание функционирования рудника без добычи руды. Период отработки запасов — до 200 лет. Всего при реализации проекта предполагается создание более 2,5 тыс. рабочих мест (на горнодобывающем предприятии — более 700, на комбинате — более 1300, на логистическом предприятии — около 500).
Переработка руды будет производиться в городе Краснокаменск Забайкальского края на создаваемом Краснокаменском гидрометаллургическом комбинате (ООО «КГМК»).
Планируемая полная производственная мощность КГМК:
- Феррониобий — до 10 тыс. тонн (по ниобию)
- Оксиды празеодима и неодима — до 3,5 тыс. тонн.
- Коллективный концентрат среднетяжёлой группы редкоземельных металлов — до 2,5 тыс. тонн.

Ожидается, что после выхода на полную мощность предприятие займет до 10 % мирового рынка феррониобия (по содержанию ниобия) и до 20 % мирового рынка коллективного концентрата СТГ.
КГМК будет использовать собственные новейшие, уникальные технологии производства соединений РЗМ и оксида ниобия. Разработка технологической схемы переработки руды заняла более пяти лет. В ней участвовали как российские, так и зарубежные исследовательские центры, научные и инженерные организации.
В настоящий момент разрабатывается проектная документация комбината, начало его работы запланировано на 2027 год.
В марте 2020 года было объявлено о вхождении в проект российской компании «Полиметалл» лидера по добыче золота и серебра. Тогда же была озвучена стоимость бизнеса ООО «ТриАрк Майнинг» — 259 млн долларов.
«Инвестиция в Томтор даёт нам возможность поучаствовать в сырьевом обеспечении глобального перехода на электротранспорт и сформировать плацдарм на быстрорастущих рынках ниобия и редкоземельных металлов. Мы намерены рассмотреть потенциальные возможности по увеличению доли компании в проекте после завершения оценки запасов в соответствии с JORC», — заявил главный исполнительный директор группы Polymetal Виталий Несис.
В сентябре 2020 года ТриАрк Майнинг озвучил результаты первичной оценки минеральных ресурсов участка Буранный Томторского месторождения, проведённого в соответствии с Кодексом JORC.
Согласно отчету, минеральные ресурсы месторождения для первичной отработки составляют 13,2 млн тонн руды для добычи открытым способом с содержанием 5,9 % Nb2O5+15 % РЗО (включая 2,8 % оксидов NdPr), что соответствует 0,8 млн тонн Nb2O5 и 2 млн тонн РЗО). Аудит минеральных ресурсов, проведенный SRK Consulting, стал первым независимым аудитом Томторского проекта.
По итогам первичной оценки минеральных ресурсов главный исполнительный директор группы Polymetal Виталий Несис заявил о подтвержденном крупном размере и существенной потенциальной стоимости месторождения. «Следующими шагами на пути к дальнейшему инвестиционному решению станут первичная оценка рудных запасов и завершение предварительного ТЭО освоения Томтора», — отметил В. Несис.
20 ноября 2024 года Путин поручил решить вопрос с неиспользуемым месторождением редких металлов в Якутии.
20 мая 2025 года владельцем месторождения стала «Роснефть», которая приобрела оператора проекта «Восток Инжиниринг».

## Топографические карты
Лист карты R-50-IX,X р. Онгкучах. Масштаб: 1 : 200 000. Состояние местности на 1980 год. Издание 1987 г.